# Theta1 Tauri
Theta¹ Tauri (θ¹ Tau) – gwiazda w gwiazdozbiorze Byka. Znajduje się około 154 lata świetlne od Słońca.

## Nazwa
Gwiazdy wchodzące w skład gromady Hiad nie miały przyporządkowanych jednoznacznie nazw pochodzących z mitologii greckiej, chociaż same Hiady nosiły imiona, znane z pism starożytnych pisarzy.

## Charakterystyka
Theta¹ Tauri jest położona na niebie blisko gwiazdy Theta² Tauri, ale pomiar paralaksy wskazuje, że w przestrzeni dzieli je odległość czterech lat świetlnych, co sugeruje że raczej nie są one związane. Nawet będąc w tej samej odległości od Słońca, gwiazdy te byłyby oddalone o 16 tysięcy jednostek astronomicznych, a ich ewentualne powiązanie grawitacyjne mogłoby zostać łatwo zerwane przez perturbacje wywołane oddziaływaniem innych członków gromady.
Jest to olbrzym należący do typu widmowego K0 lub G9. Gwiazda ma temperaturę 4930 K i jasność 66 razy większą niż jasność Słońca. Rozmiar kątowy gwiazdy został zmierzony, średnica jest 11,7 razy większa niż średnica Słońca. Masa tej gwiazdy to 2,5 masy Słońca, ma ona 640 milionów lat, co jest wiekiem zgodnym z wiekiem gromady.
O 0,082″ od olbrzyma oddalony jest składnik B, gwiazda o wielkości gwiazdowej 7,6m. Prawdopodobnie jest to gwiazda ciągu głównego typu F8, o temperaturze 6200 K, jasności dwukrotnie większej niż Słońce i masie 1,2 M☉. Porusza się po ekscentrycznej orbicie, przybliżając się na 4,4 au i oddalając na 16 au od olbrzyma w okresie 16,3 roku.